# زمورة (ولاية غليزان)
زمورة بلدية جزائرية تابعة لولاية غليزان وتقع جنوب شرق عاصمة الولاية بـ 21كم تتربع على مساحة قدرها 243.67 كم² وبتعداد سكاني قدره 30267 نسمة حسب إحصائيات 2008
وتعد بلدية زمورة من أهم البلديات في ولاية غليزان حيث برزت في الساحة السياسية زمن بايلك الغرب في منتصف القرن 18 م وذلك بجعلها قايدة وعن مقر للجنود الإنكشارية التي تحرص على إستتباب الأمن في منطقة فليتة وعند الإحتلال الفرنسي شهدت العديد من المعارك التي جرت على أراضيها سواء في عهد الأمير عبد القادر أو زمن المقاومات الشعبية وكانت مقرا للمكتب العربي ثم أصبحت مقر إستطاني سنة 1864م 

## أصل الاسم
- ويقال أنها مشتقة من اسم زمور وهو اسم علم بربري ذكه العديد من المؤرخين أشهرهم ابن خلدون
- زمورة ويعني بالأمازيغية الزيتون حيث كانت غابة كثيفة تغطيها أشجار الزيتون.
- اسم تركي مركب من إسمين زمو- ره ويعني الحصن الخلفي

## جغرافيا

### تضاريس
تحتوي التضاريس الواقعة على بعد ميلين من زمورة على اختلافات كبيرة جدًا في الارتفاع، حيث يبلغ الحد الأقصى لتغير الارتفاع 1000 قدم ومتوسط الارتفاع فوق مستوى سطح البحر 1000 قدم. في حدود 16 كيلومترا، هناك اختلافات كبيرة جدا في الارتفاع (600 متر). في حدود 80 كيلومترًا، توجد اختلافات كبيرة في الارتفاع (1498 مترًا).
المنطقة الواقعة على بعد 3 كيلومترات من زمورة مغطاة بالأراضي المزروعة (85%)، وعلى مسافة 16 كيلومترًا بالأراضي المزروعة (66%) والنباتات المتناثرة (16%)، وعلى مسافة 80 كيلومترًا بالأراضي المزروعة (50%) والنباتات المتناثرة ( 18%).

### مناخ

#### تساقط
تشهد زمورة تباينًا موسميًا كبيرًا في هطول الأمطار الشهرية.تستمر فترة الأمطار في العام مدة 9.2 أشهر، من 2 سبتمبر إلى 10 يونيو، مع هطول أمطار منحدر لمدة 31 يومًا لا يقل عن 0.5 بوصة. أكثر الشهور أمطارًا في زمورة هو فبراير، حيث يبلغ متوسط هطول الأمطار 56 ملم.
وتستمر فترة الجفاف في العام 2.8 شهرًا، من 10 يونيو إلى 2 سبتمبر. أقل شهر ممطر في زمورة هو يوليو، حيث يبلغ متوسط هطول الأمطار 3 ملم.

#### حرارة
يستمر الموسم الحار مدة 2.8 شهرًا، من 16 يونيو إلى 10 سبتمبر، مع متوسط درجة حرارة يومية قصوى تزيد عن 33 درجة مئوية. يوليو هو أكثر شهور السنة سخونة في زيمورا، حيث تبلغ درجات الحرارة العظمى 37 درجة مئوية والصغرى 21 درجة مئوية.
يستمر الموسم البارد مدة 4.0 أشهر، من 16 نوفمبر إلى 16 مارس، مع متوسط درجة حرارة يومية قصوى أقل من 19 درجة مئوية. يناير هو أبرد شهور السنة في زمورة، حيث تتراوح درجات الحرارة المتوسطة بين 5 درجات مئوية والعظمى 15 درجة مئوية.

## الحقب التاريخية

### أثناء المقاومة الشعبية
عرفت المنطقة مؤازرة كاملة لثورة الأمير عبد القادر حيث جعل زمالته في الحي المسمى حاليا -الزمالة- في الجهة الشمالية من مدينة زمورة، عرفت المنطقة بعد نهاية الأمير عبد القادر وبالضبط بين شهري أفريل وجوان من عام 1864م أكبر مقاومة شعبية عرفت بثورة سيدي لزرق بلحاج، لقن فيه المستعمر أروع دروس التضحية.

### التأسيس
تأسست مستوطنة زمورة في الحقبة الاستعمارية بموجب المرسوم الإمبراطوري 02 مارس 1864م بـ 40 مسكن على مساحة 972 هآ و31 آر و 70 سنتيار وتأسست على أراضي البايلك الشاغرة التي كانت تنتفع منها قبيلة الحرارثة، خصصت العديد من الأراضي للكلون على شكل إمتيازات وما إن حل عام1871م تمت دراسة مشروع توسيع المركز وأقتطعت العديد من الأراضي المتواجدة بالغابات المجاورة خاصة بوفود العائلات الفرنسية من الألزاس واللورين

### أثناء ثورة التحرير
عرفت المنطقة أكبر المعارك في ثورة التحرير منها :
- معركة عين سيدي حراث - معركة المناور وقد سقط في ساحة المعركة عدة شهداء أشهرهم :
- الشهيد بوسروال محمد
- الشهيد لمجداني منور
- الشهيد مشوي امحمد
- الشهيد بن بحونة أحمد
- الشهيد بوسروال لخضر
- الشهيد الرائد بن الحاج جلول بغدادي
- الشهيد بن الحاج جلول الغوثي
- الشهيد يحي النذار
- الشهيد يحي عدة
- الشهيد بن احمد بخدة
- الشهيد عريف عبد الله
- الشهيد سي رضوان
- الشهيد بلميلود سي شعبان
- الشهيد يحي منور

## الإدارة
مرت مدينة زمورة بالعديد من المحطات التاريخية أهمها:
- 02 مارس 1864: تأسيس المركزالإستيطاني
- 17مارس 1871:إنشاء بلدية زمورة كبلدية كاملة الصلاحيات[8]
- 1956: أصبت بلدية زمورة تابعة لدائرة غليزان عمالة مستغانم[9]
- 1986:إنشاء دائرة زمورة التابعة لولاية غليزان

## المواصلات
- الطريق الوطني رقم 23
- الطريق الولائي رقم 14
- الطريق الولائي رقم 20
- خط سكة الحديدية الرابط بين تيارت وغليزان

## المناطق السياحية بالمنطقة
1. الغابة : من أكبر الأحراش الغابية بالمنطقة وتعيش بها مختلف الحيوانات خاصة الغزال والطيور وبها كذلك النباتات الطبية .
2. الزمالة: وتقع في الجانب الشمالي الغربي من المدينة هناك حي يحمل هذا الاسم .
3. حمام البركة : وبني في عهد العثمانييين وهو أقدم حمام بالمنطقة ويشفي الكثير من الأمراض الجلدية والعظمية حتى العصبية النفسية .
4. وراية إسماعيل : هي المكان الذي دفن فيه أول عربي يتقلد رتبة جنرال والمعروف بمصطفى بن إسماعيل الذي تم اغتياله في المكان المسمى ''كاف العار'' وسمي كذلك لقيام فرسانه ومن هول الصدمة بانتحار جماعي حيث رمو أنفسهم من هذا الكاف قائلين - الموت ولا العار -.
5. الجسور العثمانية : هي ممرات لتسهيل عبور القوافل التجارية للقبائل المنتشرة عبر المنطقة بناها العثمانيون في المنطقة .

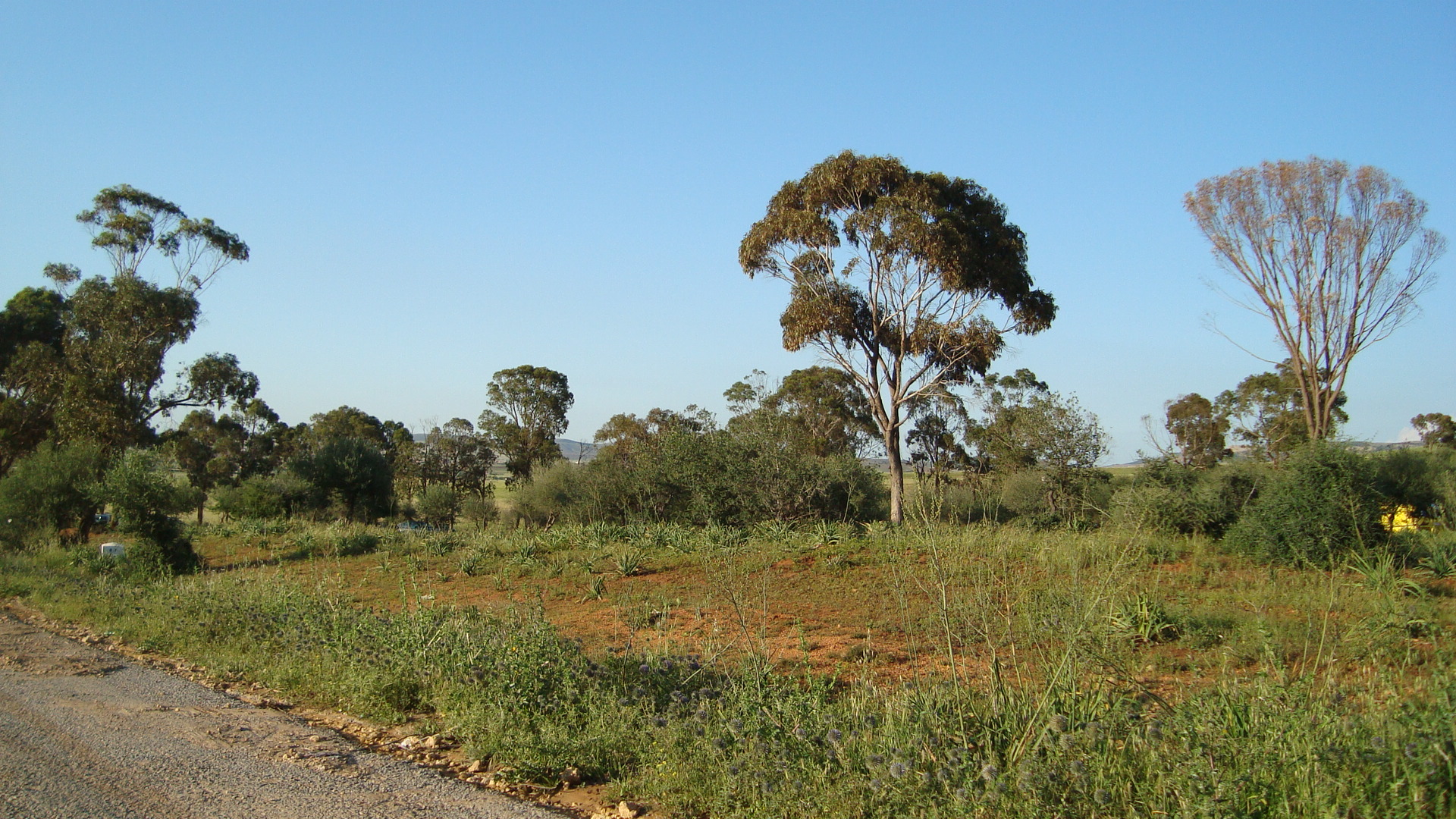
غابة زمورة هي منطقة غابية تقع في بلدية زمورة بولاية غليزان بالجزائر. تُعدّ من المناطق السياحية الجميلة في الولاية. تقدر مساحة غابة زمورة بـ 8000 هكتار. وتضم غابة رأس العنصر التي تعتبر من أجمل المناطق السياحية بالمنطقة.

### البيئة

#### الغابات
- تقدر مساحة غابة زمورة بـ 8000 هكتار .
- مساحة غابة الصنوبر الحلبي بـ 2000 هكتار .
- مساحة غابة الكاليتوس بـ 1000 هكتار .
- مساحة الزيتون البري بـ 1000 هكتار .